# Lavigeria
Genre
Lavigeria est un genre de plantes de la famille des Icacinaceae.

## Liste d'espèces
Selon Catalogue of Life (27 juillet 2017) :
- Lavigeria macrocarpa (Oliv.) Pierre

Selon The Plant List (27 juillet 2017) :
- Lavigeria macrocarpa (Oliv.) Pierre

Selon Tropicos (27 juillet 2017) (Attention liste brute contenant possiblement des synonymes) :
- Lavigeria macrocarpa (Oliv.) Pierre
- Lavigeria salutaris Pierre